# Фицпатрик, Мик
Майкл «Мик» Фицпатрик (англ. Michael (Mick) Fitzpatrick; 1893, Уэксфорд — 8 октября 1968, Дублин) — ирландский военный и политический деятель, член Коммунистической партии Ирландии и организации «Республиканский клан», в прошлом главнокомандующий ИРА.

## Биография
Уроженец Уэксфорда. Участник Гражданской войны в Ирландии, командовал Дублинской бригадой ИРА. В 1923 году был интернирован. Состоял в Коммунистической партии Ирландии. Был членом профсоюза бакалейщиков и секретарём социального клуба на Бэнба-Холл, а также владельцем ресторана и развлекательного клуба «Балалайка» (англ. Balalaika Ballroom).
В конце 1920-х годов стараниями Фицпатрика начались развития международных отношений Ирландии и СССР: он присутствовал на первом международном конгрессе Друзей Советской России в Москве, а в 1928 году открыл и ирландское отделение этой организации. С 1929 года был вовлечён в создание Ирландской лиги защиты труда и Революционной партии рабочих, а также в создание «Республиканского клана» — полувоенной республиканской организации. В 1932 году Фицпатрик снова побывал в СССР.
В 1933 году Фицпатрик был избран председателем Генерального съезда ИРА, а в 1934 году добровольно отказался от участия в выборах в Республиканский Конгресс, продолжая революционную деятельность. В конце 1934 года организовал забастовку в магазинах мясных товаров «О'Мара», которая закончилась массовыми погромами, а в 1935 году стал инициатором стачки на транспортной службе. В 1936 году безуспешно пытался вступить в Республиканское общество Ирландии.
В 1937 году стал главнокомандующим ИРА, сменив на этом посту Тома Барри, через год на Генеральном съезде уступил эту должность Шону Расселу. В должности главнокомандующего один раз обсуждал попытку захвата форта Мэгэзин в Дублине, отвергнув её как невозможную и бесполезную (в 1939 году её реализовал Стивен Хэйс, преемник Рассела).
В 1946 году стараниями Фицпатрика и его единомышленников, покинувших Шинн Фейн (Шон Макбрайд и прочие), была образована социалистическая политическая партия «Республиканский клан» (Кланн на Поблахта), в состав исполнительного совета которой он вошёл. На выборах 1948 года он был делегирован от Северо-Запада Дублина, набрав 10,3% голосов (2395 всего) и попав в парламент, но уже спустя три года на выборах в Ирландии он набрал только 458 голосов (1,9%) и покинул парламент.